# المزيريب (إربد)
المزيريب منطقة سكنية تقع في لواء بني كنانة، محافظة إربد في الأردن. تنتمي المنطقة لقضاء بني كنانة الذي يضم 28 منطقة. يقدر عدد سكانها بـ 2877 نسمة حسب إحصاء 2015.

## الوصلات الخارجية
- دائرة الاحصاءات العامة